# Kyriakos Ioannou

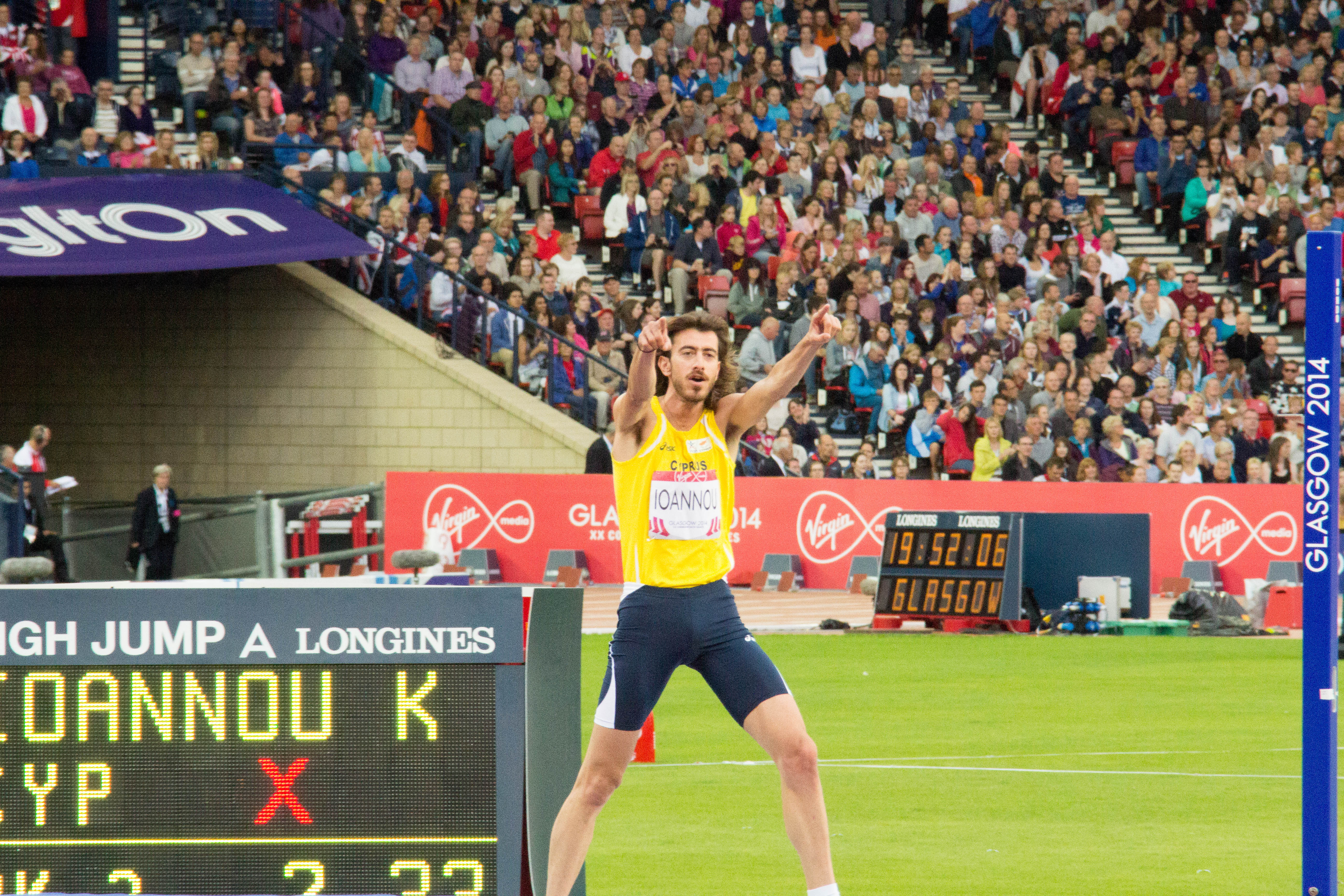
Kyriakos Ioannou bei den Commonwealth Games 2014

Kyriakos Ioannou (griechisch Κυριάκος Ιωάννου, * 26. Juli 1984 in Limassol) ist ein zyprischer Hochspringer. Er gewann Silber bei den Weltmeisterschaften 2009 sowie Bronze bei den Weltmeisterschaften 2007.
Bei den Olympischen Spielen 2004 in Athen schied er in der Qualifikation aus. Im Jahr darauf konnte sich Ioannou bei den Weltmeisterschaften 2005 in Helsinki erstmals für ein großes Finale in der Erwachsenenklasse qualifizieren und belegte mit 2,25 m den zehnten Platz. Im März 2006 trat er bei den Commonwealth Games in Melbourne an; mit 2,23 m gewann er Bronze hinter dem Kanadier Mark Boswell und dem Engländer Martyn Bernard.
Im August 2007 gewann Ioannou Silber bei der Universiade in Bangkok und musste sich mit 2,26 m nur dem Russen Alexandr Schustow geschlagen geben. 14 Tage später bei den Weltmeisterschaften 2007 in Osaka überquerten drei Springer 2,35 m. Nach der Mehrversuchsregel siegte der Bahamaer Donald Thomas vor dem Russen Jaroslaw Rybakow. Ioannou gewann mit nationalem Rekord die erste Medaille für einen Zyprer bei Weltmeisterschaften. Eine weitere Bronzemedaille errang Ioannou bei den Hallenweltmeisterschaften 2008 in Valencia; gemeinsam mit dem US-Amerikaner Andra Manson lag er mit 2,30 m nur hinter Stefan Holm und Rybakow. Bei den Olympischen Spielen in Peking kam er erneut nicht über die Vorrunde hinaus.
2009 gewann er bei den Halleneuropameisterschaften in Turin mit 2,29 m Silber. Eine weitere Silbermedaille folgte bei den Weltmeisterschaften in Berlin, wo er mit 2,32 m dieselbe Höhe erreichte wie der Sieger Rybakow. 2010 wurde er bei den Hallenweltmeisterschaften in Doha Vierter mit 2,28 m.
Bei seiner dritten Olympiateilnahme kam er 2012 in London mit 2,20 m auf den 13. Platz. 2014 gewann er bei den Commonwealth Games in Glasgow mit 2,28 m Silber hinter dem Kanadier Derek Drouin. Bei den Halleneuropameisterschaften 2015 in Prag gelang ihm im Finale kein gültiger Versuch.
Kyriakos Ioannou ist 1,93 m groß und wiegt 66 kg. Ioannou ist vielfacher zyprischer Meister; bei den Mittelmeerspielen siegte er 2005 in Almería und 2009 in Pescara.

## Persönliche Bestleistungen
- Hochsprung: 2,35 m, 29. August 2007, Osaka
  - Halle: 2,32 m, 7. Februar 2008, Novi Sad